# Armen Gilliam
Armen Louis Gilliam, apelidado de "The Hammer" (Bethel Park, 28 de maio de 1964 – Bridgeville, 5 de julho de 2011) foi um jogador de basquete profissional norte-americano que jogou 13 temporadas na National Basketball Association (NBA) entre os anos de 1987 e 2000. Ele também jogou uma temporada (2005-06) para o Xplosion Pittsburgh na American Basketball Association.